# Jürgen Karnopp
Jürgen Karnopp (* 3. Januar 1943 in Dahlwitz-Hoppegarten) ist ein deutscher Keramiker.

## Leben und Werk
Karnopp studierte von 1965 bis 1968 an der Fachschule für angewandte Kunst in Heiligendamm. Ab 1971 arbeitete er in Dahlwitz-Hoppegarten als freischaffender Keramiker. Für in Ost-Berlin zwischen den 1970er und den späten 1980er Jahren errichtete Wohngebiete schuf er zahlreiche Skulpturen und Schmuck-Wasseranlagen. Er war bis 1990 Mitglied des Verbands Bildender Künstler der DDR.
Nach der deutschen Wiedervereinigung zog Karnopp nach Mecklenburg-Vorpommern in die Gemeinde Faulenrost und betreibt dort auch sein Atelier.

## Werke (Auswahl)
Brunnen

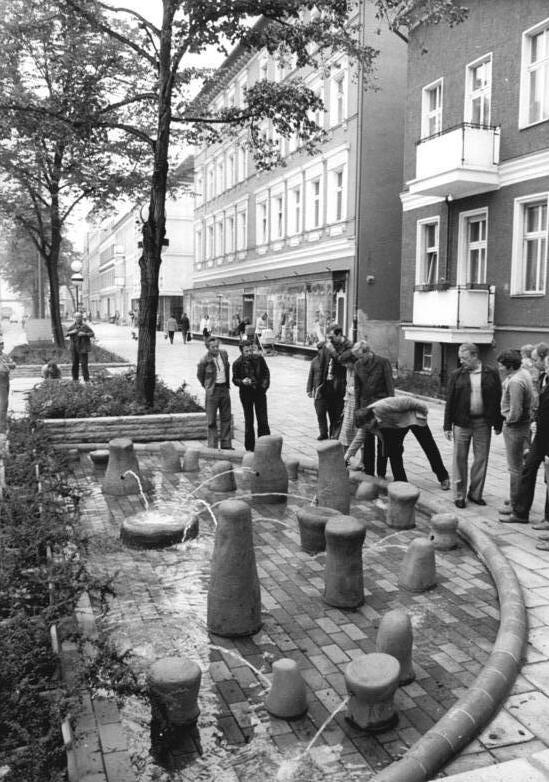
Keramik-Sitzbrunnen

- 1981: Keramik-Sitzbrunnen in der Straße Alt-Friedrichsfelde im Lichtenberger Ortsteil Berlin-Friedrichsfelde
Seit den 1990er Jahren strömte kein Wasser mehr aus den Düsen, das Kunstwerk zerfiel mehr und mehr. Die Lichtenberger Bezirksverwaltung hat das Brunnenbecken daher bepflanzen lassen.[1]

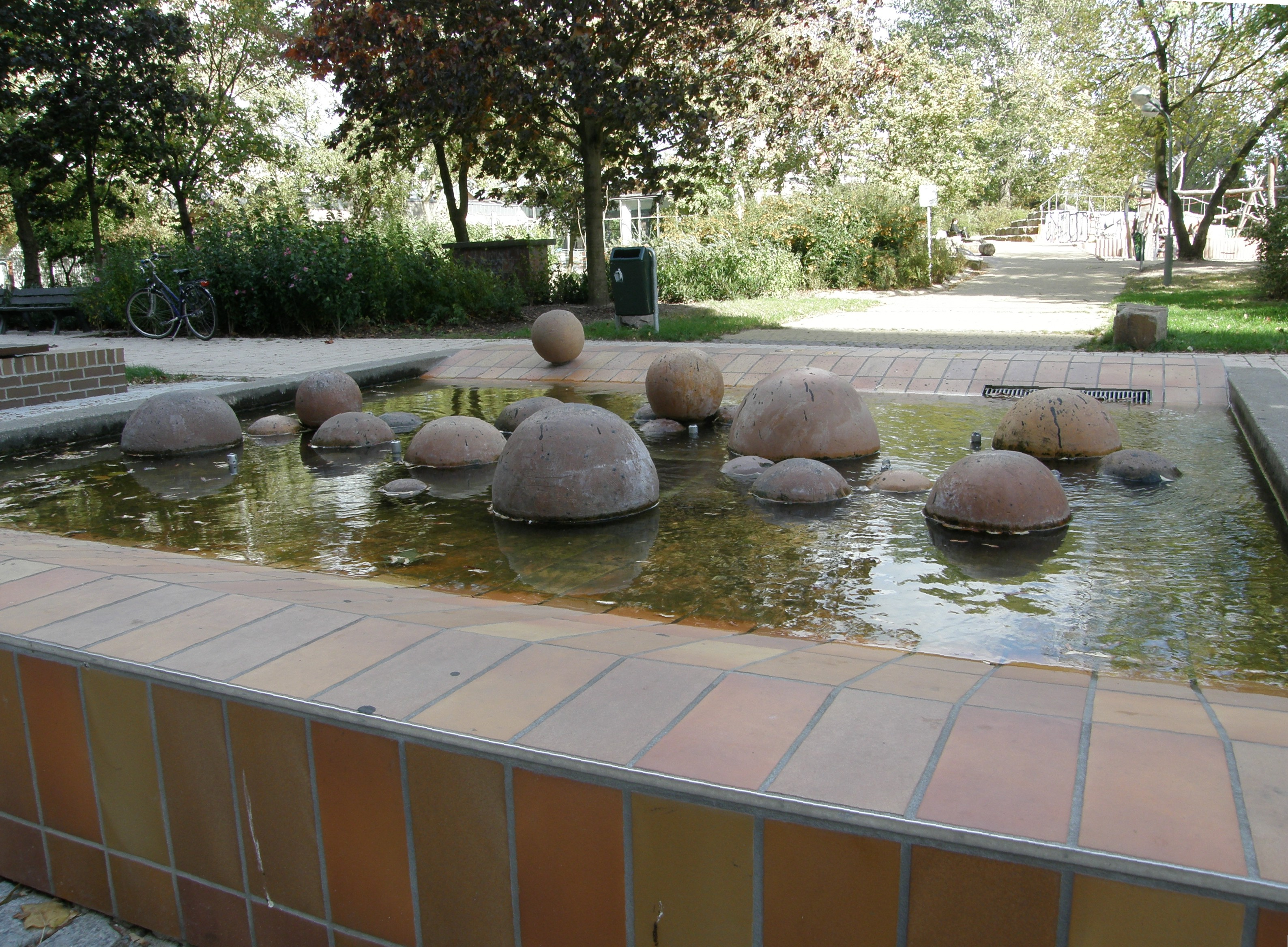
Kugelbrunnen

- 1984: Kugelbrunnen auf der Anton-Saefkow-Promenade im Lichtenberger Ortsteil Berlin-Fennpfuhl
- 1989: Wasserwand, auch Wasserkaskaden genannt, am Rand des Fennpfuhlparks 
Auch an diesem von Parkbesuchern gern betrachteten Springbrunnen nagte vor allem nach der Wende der Zahn der Zeit. Zusätzlich beschmierten Unbekannte die dahinter stehende etwa zwei Meter hohe Wand. Eine Restaurierung und Erneuerung der Rohre und Pumpen war nicht im Bezirkshaushalt eingeplant, daher dienen die flachen großen ehemaligen Brunnenbecken seit dem Ende des 20. Jahrhunderts als Blumenbeete.

- Brunnen mit Wasserfall
In ein sechseckiges Keramik-Brunnenbecken ergoss sich ein kleiner Wasserfall; die aus Klinkern geformte Brunnenanlage steht vor tropischen Gewächsen.[2] Hier ist die Brunnenfunktion ebenfalls nicht mehr erhalten.

Plastiken
- 1979: Keramikwand, die das Denkmal für die Schöpfer des Lennéparks in Frankfurt (Oder) umgab. Die Stadtverwaltung ließ die Wand anlässlich der Denkmalsanierung im Jahr 2011 abbauen und in ein Kunstdepot einlagern. Im Jahr 2017 fand eine vom Fotografen Martin Maleschka und der Stadtverordneten und Kulturwissenschaftlerin Sahra Damus organisierte Ausstellung von 12 solcher bisher eingelagerten Kunstwerken in der Aula der Europa-Universität Viadrina statt. Beabsichtigt war eine breite öffentliche Diskussion, was zukünftig mit solchen bisher verlorenen Kunstwerken passieren soll.[3][4]
- 1983: Formsteinwand aus runden kannelierten Klinkern, die mittels einer gemauerten und geschwungenen Wand einen Spielplatz abschirmte. In der unterschiedlich hohen Mauer befanden sich auch Sitznischen, die mit Granitsteinen gepflastert waren. 
Mit der Neuanlage des Spielplatzes in den 2010er Jahren nur noch ein Teilstück der Wand erhalten.[5]
- 1984: Steinrelief zur Wandgestaltung im Gebäude der Brandenburgischen Akademie der Wissenschaften[6]
- 1987: Orgeln in der Grünanlage am Anton-Saefkow-Platz in Berlin (nicht erhalten)[7]

## Teilnahme an zentralen und wichtigen regionalen Ausstellungen in der DDR
- 1976, 1979 und 1985: Frankfurt/Oder, Bezirkskunstausstellungen
- 1982/1983 und 1987/1988: Dresden,  IX. und X. Kunstausstellung der DDR